# 普魯士的腓特烈·利奧波德

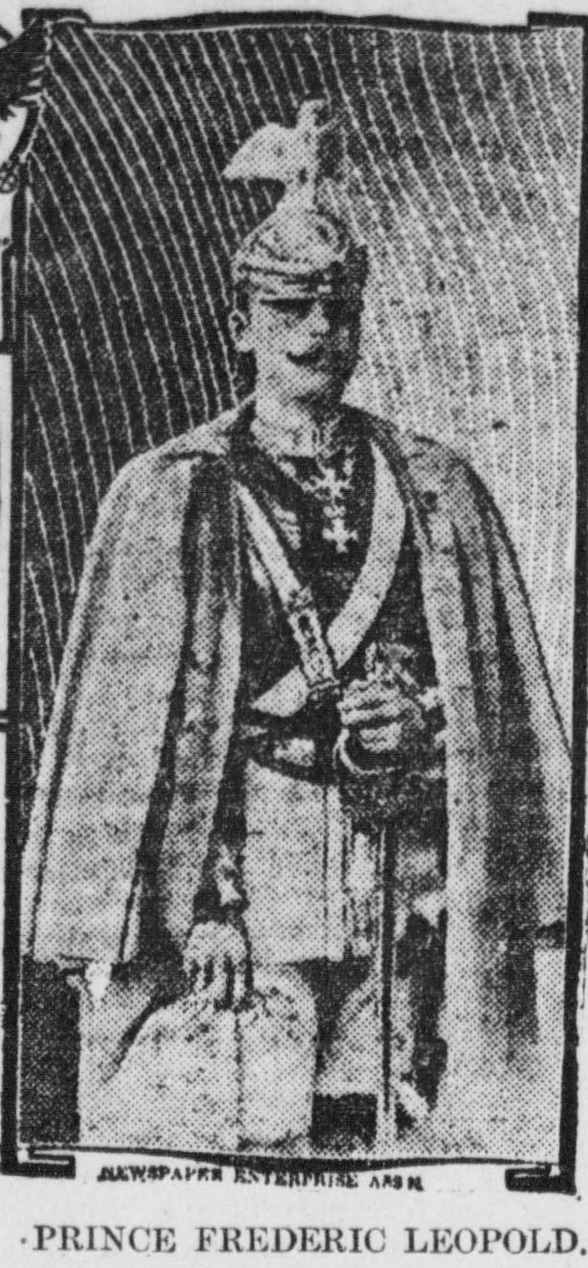

普魯士的腓特烈·利奧波德（德語：Friedrich Leopold von Preußen，1865年11月14日—1931年9月13日）是腓特烈·卡爾王子與妻子瑪麗亞·安娜的獨子，普魯士國王腓特烈·威廉三世的曾孫。

## 家庭
1889年，腓特烈·利奧波德與什勒斯維希-霍爾斯坦的路易絲·索菲公主結婚，兩人共有3子1女：
1. 維多利亞·瑪格麗特（英语：Princess Victoria Margaret of Prussia）（1890年—1923年）
2. 腓特烈·西吉斯蒙德（英语：Prince Friedrich Sigismund of Prussia (1891–1927)）（1891年—1927年）
3. 腓特烈·卡爾（1893年—1917年）
4. 腓特烈·利奧波德（1895年—1959年）